# أنكه لوتز
أنكه لوتز (بالألمانية: Anke Lutz) هي لاعبة شطرنج ألمانية، ولدت في 21 مارس 1970 في فايمار في ألمانيا.

## وصلات خارجية
- أنكه لوتز على موقع الاتحاد الدولي للشطرنج (الإنجليزية)
- أنكه لوتز على موقع مباريات الشطرنج (الإنجليزية)
- أنكه لوتز على موقع 365Chess.com (الإنجليزية)
- أنكه لوتز على موقع Chesstempo.com (الإنجليزية)
- أنكه لوتز على موقع اتحاد المراسلات الدولية للشطرنج (الإنجليزية)
- أنكه لوتز سجل أولمبياد الشطرنج للسيدات على موقع OlimpBase.org (الإنجليزية)